# Колвер (Пенсилванија)
Колвер (енгл. Colver) насељено је место без административног статуса у америчкој савезној држави Пенсилванија.

## Демографија
По попису из 2010. године број становника је 959, што је 76 (-7,3%) становника мање него 2000. године.
| Група             | 2000.         | 2010.       |
| Белци             | 1.027 (99,2%) | 943 (98,3%) |
| Афроамериканци    | 1 (0,1%)      | 1 (0,1%)    |
| Азијати           | 4 (0,4%)      | 2 (0,2%)    |
| Хиспаноамериканци | 3 (0,3%)      | 3 (0,3%)    |
| Укупно            | 1.035         | 959         |